# Мультисенсорний підхід
Мультисенсорний підхід у навчанні (multi — sensory approach) — технологія навчання з опорою на канали сприймання усіх органів чуття: слуху, зору, дотику, нюху, смаку, що сприяє легшому сприйманню і запам'ятовуванню нового матеріалу. Ця технологія забезпечує багатоканальність надходження інформації і в той же час цілісність її сприймання. 
Походження технології пов'язано з психологічними відмінностями людей сприймати інформацію, (аудіальний тип, візуальний тип, кінестетичний тип).
Ідея використання мультисенсорного методу в навчанні дітей не нова. Ефективність цього методу підтверджена багаторічною успішною практикою в багатьох країнах світу. Нейрофізіологічні дослідження науковців показали, що діти краще засвоюють інформацію, включаючи всі чутливі канали сприймання: слух, зір, дотик, нюх і смак. 
Типи дітей за сприйманням інформації:
Діти з переважаючим кінестетичним типом сприймання пізнають світ за допомогою дотиків і рухів. Вони дуже рухливі, їм важко усидіти на одному місці і довго займатися однією справою. Такі діти люблять активні ігри, охоче виконують різні дії, у них хороша координація рухів і окомір.
Дітям з домінантною аудіальною пам'яттю потрібний звуковий сигнал, вони краще запам'ятовують, беручи участь в розмовах, дискусіях. Письмова інформація мало що означає для них, поки вони її не почують. Дуже часто вони краще сприймають текст, який читається вголос або записаний на касету. Такі діти музичні, сприймають світ через звуки, ритм і образи.
Діти з провідним візуальним типом сприймання, як правило, краще сприймають новий матеріал, якщо використовуються різні види наочних посібників: відеофільми, роздавальний матеріал, ілюстрації, діаграми, картинки. Міміка та жести педагога також сприяють більш успішному запам'ятовуванню.
Крім того, деякі науковці виділяють четвертий тип сприймання інформації - дигітальний. Дискрети, або дигітали, орієнтуються на цифри, аргументи, логіку, розуміють речі абстрактно. Діти з такою репрезентативною системою - рідкість, адже засвоєння інформації, підтвердженої особистим досвідом, формується із дорослішанням. 